# Ruta de la Madera (Alicante)

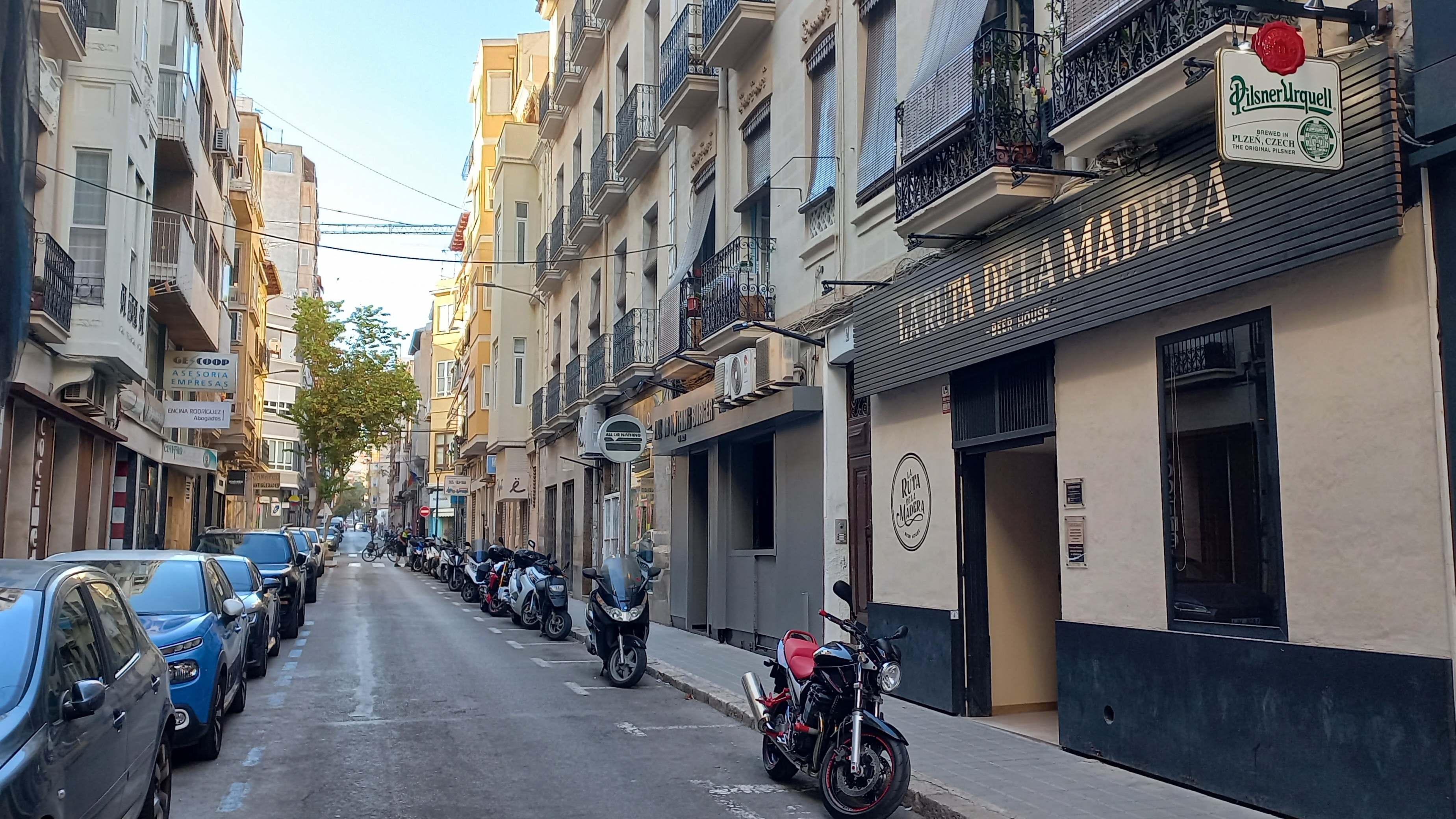
Calle José Gutiérrez Petén, una de las vías que componen la Ruta de la Madera alicantina.

La Ruta de la Madera es una zona de ocio nocturno situada en el centro de Alicante (España), conocida por su concentración de bares y pubs dedicados a la música rock y metal. Surgida en la década de 1990, esta área se ha consolidado como un punto de encuentro para los amantes de estos géneros musicales, manteniendo su esencia a lo largo de los años.

## Historia
El origen de la Ruta de la Madera se remonta a principios de los años 90, cuando varios locales comenzaron a establecerse en calles cercanas al Mercado Central de Alicante, especialmente en las calles Capitán Segarra, Pintor Velázquez y Poeta Campos Vasallo. El nombre proviene de la decoración interior de muchos de estos bares, caracterizada por el uso predominante de madera, lo que confería un ambiente distintivo.
Durante su apogeo, la Ruta llegó a contar con más de veinte locales, convirtiéndose en un referente del ocio alternativo en la ciudad. Con el tiempo, algunos cerraron, pero otros han logrado perdurar adaptándose a nuevas generaciones.

## Locales emblemáticos
Entre los locales más conocidos se encuentran:
- Jendrix Rock Bar, fundado en 1993, considerado uno de los pilares de la Ruta.[1]
- El Tributo, especializado en heavy metal.
- Ruta 13, conocido por su estética clásica y fiestas temáticas.
- El Camarote, con ambiente roquero y decoración de madera.
- Café Pub Brujos, uno de los veteranos, aún en funcionamiento.

Uno de los espacios más emblemáticos fue Clan Cabaret, una sala multifuncional que combinaba conciertos, teatro y eventos culturales. Sin embargo, cerró sus puertas de forma definitiva en 2023 tras más de tres décadas de actividad, marcando el fin de una era para el ocio cultural alicantino.

## Situación actual
Pese a la presión del ocio más comercial y las transformaciones del centro urbano, la Ruta de la Madera ha conservado parte de su identidad. En los últimos años, los propietarios de los locales han impulsado iniciativas para revitalizar la zona, como tarjetas de fidelización, conciertos temáticos y acciones conjuntas.